# La Rochelle (Haute-Saône)
La Rochelle ist eine französische Gemeinde mit 45 Einwohnern (Stand: 1. Januar 2022) im Département Haute-Saône in der Region Bourgogne-Franche-Comté. Sie gehört zum Arrondissement Vesoul und zum Gemeindeverband Communauté de communes des Savoir-Faire. Die Bewohner werden Rochellois und Rochelloises genannt.

## Geographie
La Rochelle liegt auf einer Höhe von 328 m über dem Meeresspiegel, acht Kilometer südsüdwestlich von Vitrey-sur-Mance und etwa 35 Kilometer westnordwestlich der Stadt Vesoul (Luftlinie). Das Dorf erstreckt sich im äußersten Nordwesten des Departements, auf einem Hochplateau in den östlichen Ausläufern des Plateaus von Langres, zwischen den Tälern von Mance im Norden und Rigotte im Süden.
Die Fläche des 4,23 km² großen Gemeindegebiets umfasst einen Abschnitt des Plateaus von Langres westlich des oberen Saônetals. Der Hauptteil des Gebietes wird vom Hochplateau von Cintrey eingenommen, das durchschnittlich auf 340 m liegt. Es wird überwiegend landwirtschaftlich genutzt, doch insbesondere entlang der Gemeindegrenzen gibt es große Waldflächen. Das Plateau steigt gegen Nordwesten leicht an. Am Rand der Grands Bois an der westlichen Grenze wird mit 371 m die höchste Erhebung von La Rochelle erreicht. Die nördliche Abgrenzung bildet der Bois de l'Hourie. In geologisch-tektonischer Hinsicht besteht diese Hochfläche aus einer Wechsellagerung von sandig-mergeligen und kalkigen Sedimenten, die zur Hauptsache während der Lias (Unterjura) abgelagert wurden. Westlich von La Rochelle entspringt die Rigotte, die in einem sich rasch vertiefenden Erosionstal nach Südosten fließt. Der oberste Teil dieses Taleinschnitts gehört ebenfalls zum Gemeindeboden.
Nachbargemeinden von La Rochelle sind La Quarte und Chauvirey-le-Châtel im Norden, Cintrey im Osten, Molay im Süden sowie Pressigny im Westen.

## Geschichte
Erstmals urkundlich erwähnt wird La Rochelle im Jahr 1240. Im Mittelalter gehörte das Dorf zur Freigrafschaft Burgund und darin zum Gebiet des Bailliage d’Amont. La Rochelle bildete eine Herrschaft, die der Adelsfamilie Vergy gehörte. Es war ein kleiner Burgflecken. Seit 1658 war das Kloster Morey berechtigt, den Zehnten in La Rochelle einzutreiben. Zusammen mit der Franche-Comté gelangte das Dorf mit dem Frieden von Nimwegen 1678 definitiv an Frankreich.

## Sehenswürdigkeiten
Die Kapelle Saint-Claude von La Rochelle wurde im 18. Jahrhundert errichtet und besitzt eine Madonnenstatue (16. Jahrhundert), einen bronzenen Hostienschrein (17. Jahrhundert) und verschiedene Grabplatten. Pfarrkirche für La Rochelle, Cintrey und Molay ist die Kirche Saint-Pierre-et-Saint-Paul im Weiler Laître (Gemeinde Molay). Das Schloss wurde 1703 neu erbaut und ist in Teilen seit 1987 als Monument historique eingeschrieben. Von der mittelalterlichen Burg sind nur noch wenige Überreste, insbesondere Grabensysteme sichtbar. Die Mairie (Bürgermeisteramt) befindet sich in einem Gebäude, das 1870 erstellt wurde.

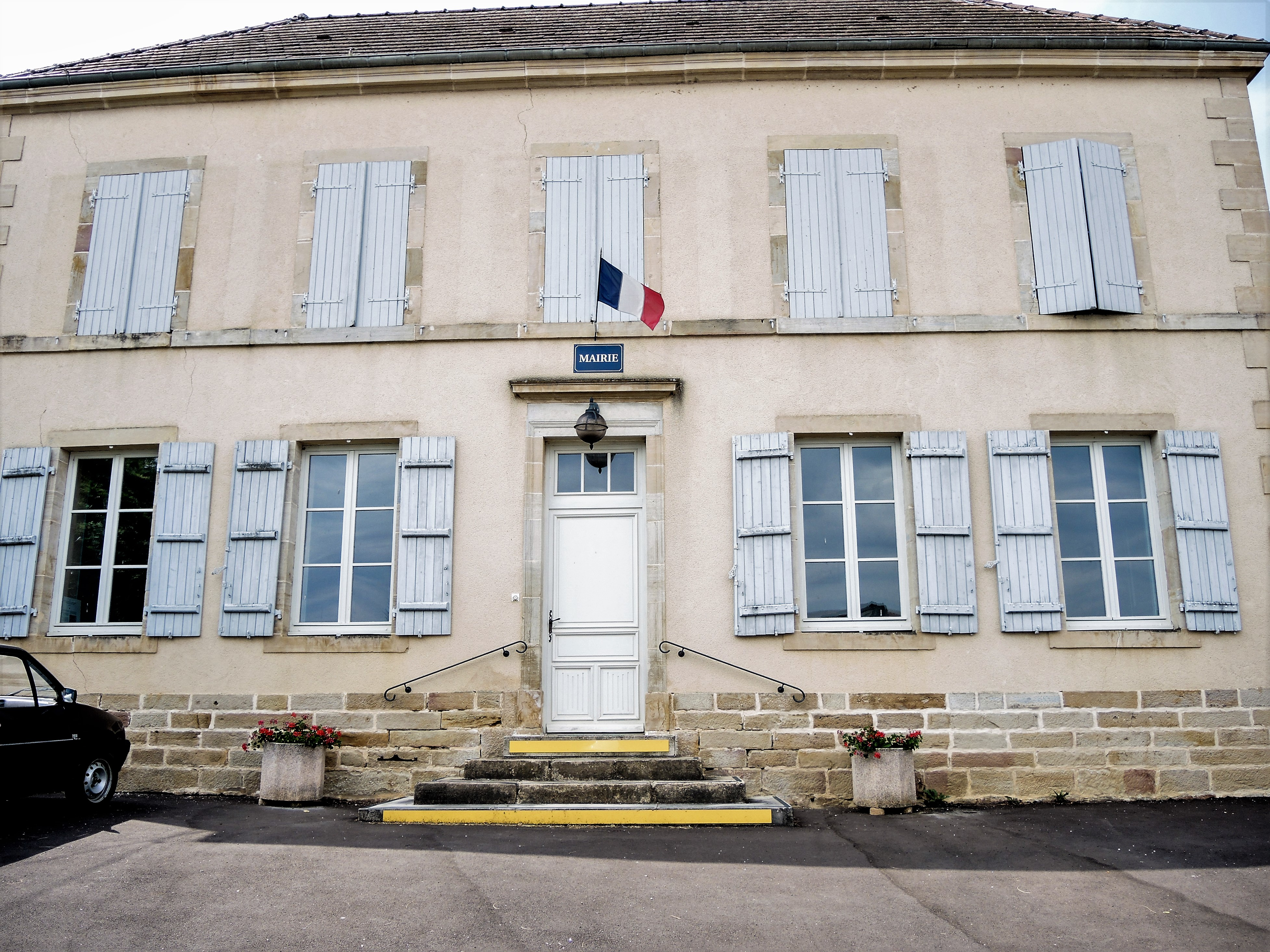
Mairie La Rochelle
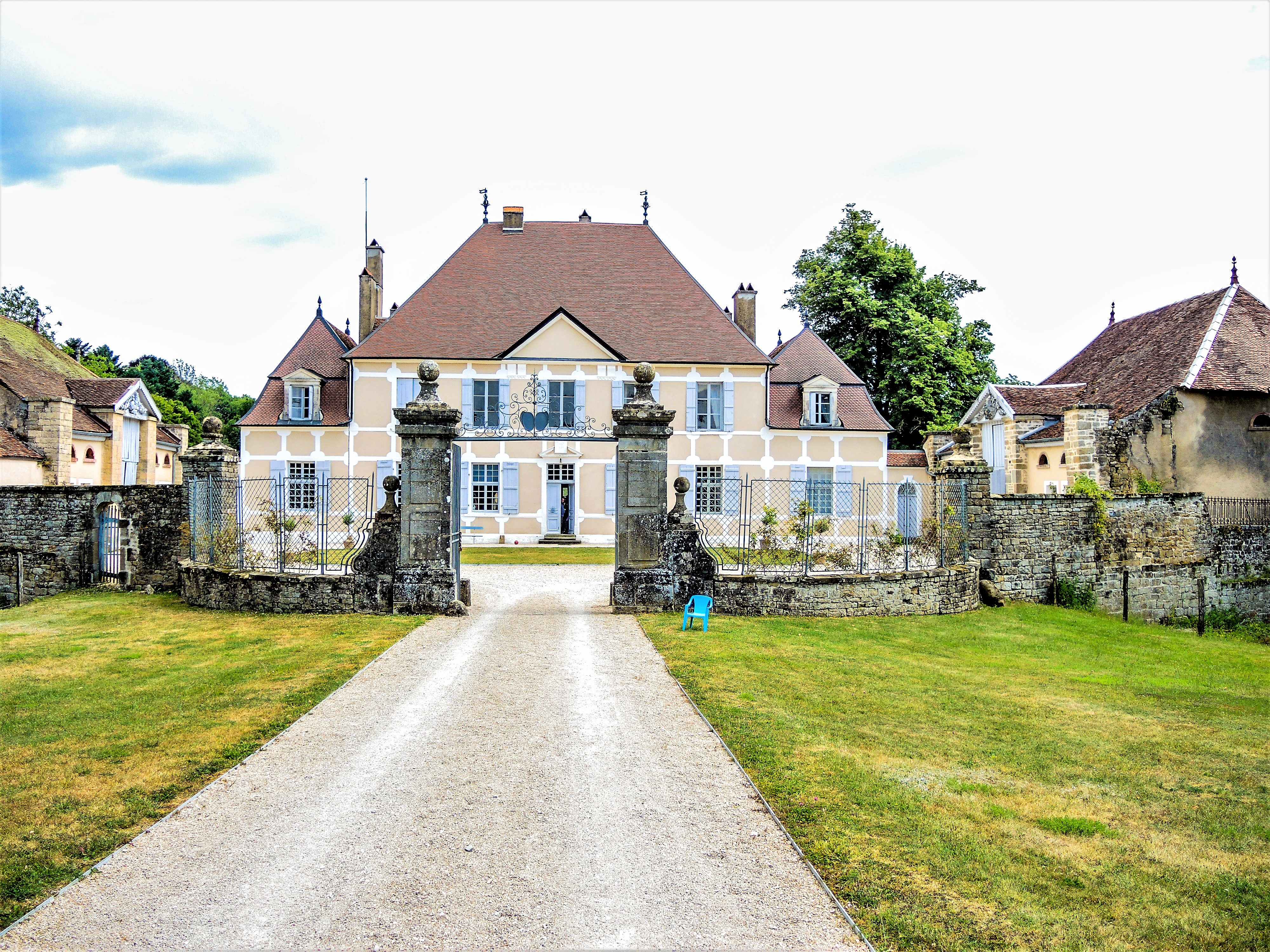
Schloss La Rochelle
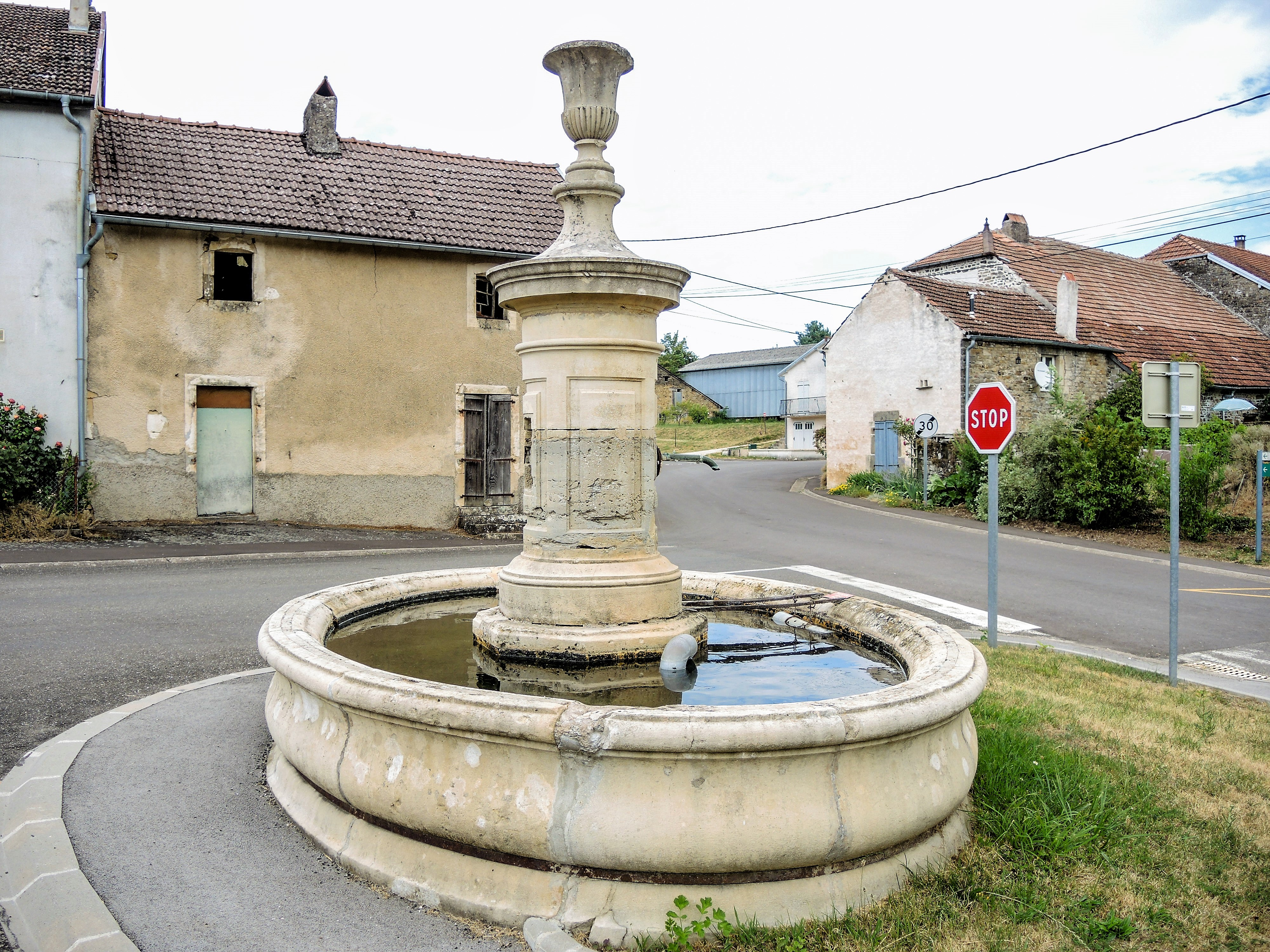
Brunnen

## Bevölkerung
| Jahr                       | 1962 | 1968 | 1975 | 1982 | 1990 | 1999 | 2006 | 2018 |
| Einwohner                  | 81   | 75   | 67   | 58   | 40   | 37   | 51   | 40   |
| Quellen: Cassini und INSEE |      |      |      |      |      |      |      |      |

Mit 45 Einwohnern (1. Januar 2022) gehört La Rochelle zu den kleinsten Gemeinden des Départements Haute-Saône. Nachdem die Einwohnerzahl in der ersten Hälfte des 20. Jahrhunderts deutlich abgenommen hatte (1881 wurden noch 162 Personen gezählt), wurden seit Beginn der 1990er Jahre nur noch relativ geringe Schwankungen verzeichnet.

## Wirtschaft und Infrastruktur
La Rochelle war bis weit ins 20. Jahrhundert hinein ein vorwiegend durch die Landwirtschaft (Ackerbau, Obstbau und Viehzucht) und die Forstwirtschaft geprägtes Dorf. Heute gibt es einige Betriebe des lokalen Kleingewerbes. In den letzten Jahrzehnten hat sich das Dorf zu einer Wohngemeinde gewandelt. Viele Erwerbstätige sind deshalb Wegpendler, die in den größeren Ortschaften der Umgebung ihrer Arbeit nachgehen.
Die Ortschaft ist verkehrstechnisch gut erschlossen. Sie liegt nahe der Route nationale 19, die von Vesoul nach Langres führt. Weitere Straßenverbindungen bestehen mit Molay und Cintrey.